# Siège de Waterford
Conquête cromwellienne de l'Irlande
Batailles
- Drogheda
- Wexford
- Clonmel
- Limerick
- Waterford
- Galway

La ville de Waterford, dans le sud-est de l'Irlande, fut assiégée en 1649-1650 pendant la Conquête cromwellienne de l'Irlande.
La ville était aux mains de la Confédération catholique irlandaise et des troupes royalistes anglaises sous les ordres du général Thomas Preston (en). En 1651, la New Model Army se saisit de la ville, mais en subissant d'importants dommages, dont 3 000 soldats morts, [citation nécessaire] surtout de maladie. Le côté irlandais compte 2 000 morts.[citation nécessaire]